# Pure Love
Pure Love es una serie de televisión filipina transmitida por ABS-CBN desde 7 de julio de 2014. Es una adaptación de la serie surcoreana 49 Days. Protagonizada por Alex Gonzaga, Yen Santos, Joseph Marco y Matt Evans, así como Arjo Atayde, Yam Concepción y Ricardo Cepeda.

## Elenco

### Elenco principal
- Alex Gonzaga como Diane Santos
- Yen Santos como Ysabel Espíritu / Danica Santos
- Joseph Marco como Dave Martinez
- Matt Evans como Jake Espíritu / Scheduler
- Arjo Atayde como Raymond de la Cruz
- Arron Villaflor como Ronald Trinidad
- Yam Concepción como Kayla Santos
- Anna Luna como Jackie Cortez

### Elenco secundario
- Sunshine Cruz como Lorraine Santos
- John Arcilla como Peter Santos
- Dante Ponce como Jun Bautista
- Ana Capri como Juliet
- Bart Guingona como Danny
- Shey Bustamante como Cathy
- Sue Prado como Sally
- Ricardo Cepeda como Mr. Chua
- Jason Francisco como Frank
- Sylvia Sánchez como Ramona de la Cruz
- Tetchie Agbayani como Senyora

### Elenco de invitados
- Minco Fabregas como Mr. Samson
- Helga Krapf como compañera de clase de Diane
- Michael Flores como Arnulfo Navarro
- Jacob Benedicto como compañero de clase de Diane
- Hiyasmin Neri como Felicity
- Dionne Monsanto como Shelly
- Jed Montero como Cher
- Maila Gumila como Lara Martinez